# أليس لينشينا
أليس لينشينا (بالإنجليزية: Alice Lenshina)‏ هي سيّدة زامبيّة اشتهرت بفضلِ دفاعها عن حقوق الإنسان بشكلٍ عام وحقوق المرأة بشكلٍ خاص.
أسّست أليس مركزًا لإيواء الناس من مُختلف الطوائف والعقائد بما في ذلك المسيحيّة، كما ناضلت من أجلِ حقوق المرأة حينما رفضت دفع الضرائب وطالبت بإنشاء المحاكم للنظر في القضايا الخلافيّة بدلَ حُكمِ الكنائس. بعد وقت قصير من حصول زامبيا على استقلالها وفي عهد الرئيس كينيث كاوندا؛ عملت أليس رفقة أتباعها على ما سُمّي «بانتفاضة ليمبا» وهي التي الانتفاضة التي طالبت بإطلاق سراح المحتجزين لدى الكنيسة ونقلهم للقضاء تمهيدًا لمحاكمتهم محاكمة عادلة وقانونيّة.

## النشأة
ولدت أليس مولينجا ليبيشا عام 1920 في منطقة شينسالي وهي مركز محافظة شمال روديسيا الشمالية. كانَ لأليس اسم معمودي في حين اختُير لها اسمُ مولينجا نسبة للتقاليد الأفريقية في هذا البلد أمّا اسمُ لينشينا فهو مُشكّل من من الكلمة اللاتينية «ريجينا» والتي تعني الملكة. تزوّجت أليس من جيبسون نكوالي وبعد وفاته تزوجت من بيتروس شينتانكوا الذي أنجبت منهُ خمسة أطفال.
تُوفيت في عام 1978 وتركت أثرًا عميقًا في المنطقة النائية التي ولدت فيها من شمال روديسيا باعتبارِ أنّ تلك المنطقة لطالما كانت ساحة تنافس بينَ البعثات المسيحية: المبشرين من طائفة الكاثوليكية الرومانية (يُعرفوت أكثر باسمِ الآباء البيض) والذين اتخدوا من منطقة ليوندالا مقرًا لهم منذُ عام 1934 وصاروا يدعون للدخول في ديانتهم ثمّ المبشر ديفيد كاوندا والد كينيث كاوندا الذي أصبح أول رئيس لدولة زامبيا والذي نافسَ هو الآخر باقي الطوائف من أجلِ نشر ديانته وطائفته.

## 1953 - 1955
كانت أليس عضوة في كنيسة مسيحيّة إلى أن أُصيبت بالملاريا في أيلول/سبتمبر 1953 ودخلت في غيبوبة عميقة. عندَ استعادة وعيها؛ ادعت أنّه خلال غيبوبتها التقت يسوع المسيح الذي كلّفها بمهمة نشر رسالة خاصة. صدّقها البعضُ وصاروًا أتباعًا بها فيما اتهمها آخرون بأنّها مخرفة خاصة بعدما انتقدت السحر والشعوذة وأدانت استهلاك الكحول كما ندّدت بتعدد الزوجات. بنت معبدًا كبيرًا على مقربة من منزلها في عام 1958 وعملت بشكلٍ تدريجي على القضاء على السحر كما حاولت فعل نفس الشيء معَ الكحول من خِلال سنّ عدد من التشريعات والقوانين. افتتحت كنيسة مستقلة شريعتها العدل وسُرعان ما نافست بها الكنيسة الرومانية الكاثوليكية وباقي الكنائس أو دور العبادة التي كانت موجودة في تلكَ الفترة. صارت أليس مشهورة جدًا في المنطقة وبحلول أواخر 1950 صار لها عددُ أتباعٍ تجاوزَ الـ 150.000 في المقاطعات الشمالية والشرقية من روديسيا الشمالية. سبب لها هذا مشاكل مع باقي الطوائف وبالأخص الكنيسة الرومانيّة التي اعتبرت أنّ أليسا تُشكل تهديدًا خطيرًا عليها بل اتهمتها بالعمل على تقويض الدين ومحاولة استعمار المنطقة التي وُلدت فيها.

## 1958 - 1964
بسببِ طبيعة تلكَ الفترة فقد تأثرت أليس بحركات الاستقلال وكذا بالأحزاب السياسية بمختلف أنواعها. أيّدت في وقتٍ ما حركة تدعو لاستقلال أوديسا بدل الدعوة لاستقلال زامبيا بالكامل. اندلعت عدّة اشتباكات بين مجموعة من الأطراف بسببِ تضارب الرؤى واختلافها ثمّ بلغت حدّة الاشتباكات ذروتها من تموز/يوليو إلى تشرين الأول/أكتوبر عام 1964 ما دفعَ قوات الدولة للتدخل وإعلان حالة الطوارئ. لقى خلال هذهِ الاشتباكات نحو ألف شخص حتفهم كما قُتل عدد من أفراد قوات الأمن. لجأ ما يقرب من 15000 من أعضاء كنيسة ليمبا إلى الكونغو فيما لم يعد البعض منهم إلى زامبيا. حُظرت هذه الكنيسة في 3 آب/أغسطس 1964 وسلمت أليس ليشينا نفسها للشرطة بعد أيام قليلة.

## 1964 - 1978
لعبت أليس لينشينا دورًا هامًا في الأنشطة السياسية لكنيسة ليمبا وأعربت عن أسفها حقيقة من أنّ الإجراءات السياسية أثرت على الرسالة الدينيّة لكنّها في المُقابل أكدت على قدسية الزواج ونبذت التعدد والسحر كما حاربت الرق وطالبت بتمكين المرأة في مُختلف المجالات. اعتُقلت أليس دونَ محاكمة في آب/أغسطس عام 1964 رفقة زوجها بيتروس شينتاناوكا (الذي توفي في عام 1972). نُقلت عام 1965 إلى منطقة كالابو بالقرب من الحدود معَ أنغولا لكنّها هربت في تشرين الأول/أكتوبر عام 1967. تم القبض عليهم مُجددًا وحكمت بالسجن نصفَ عام. بحلول أيار/مايو عام 1970؛ أمرت الدولة بتدمير الكنسية التي كانت قد بنتها بالقُربِ من منزلها ثمّ أطلقت سراحها في كانون الأول/ديسمبر 1975 معَ شرط الإقامة الجبرية في لوساكا. توفيت في 7 كانون الأول/ديسمبر 1978 ثمّ دُفنت في قرية كاسومو. جديرٌ بالذكر هنا أنّ كنيسة ليبما لا تزالُ قائمة حتى يومنا هذا لكنّها قُسّمت لعدة أفرع وصار لكل فرع اسمٌ خاص.